# Tillandsia 'Oboe'
Tillandsia 'Oboe' es un  cultivar híbrido del género Tillandsia perteneciente a la familia  Bromeliaceae.
Es un híbrido creado  con las especies Tillandsia aeranthos × Tillandsia recurvifolia.